# Nissan Murano
De Nissan Murano is een automodel van Nissan in het segment van de SUV. De auto kwam in de Verenigde Staten uit in 2003 en is in 2005(?) geïntroduceerd op de Europese markten.
Een cabriolet versie, de CrossCabriolet werd in 2010 ontwikkeld, de 2011 Murano CrossCabriolet maakte zijn première op de Greater Los Angeles Auto Show.

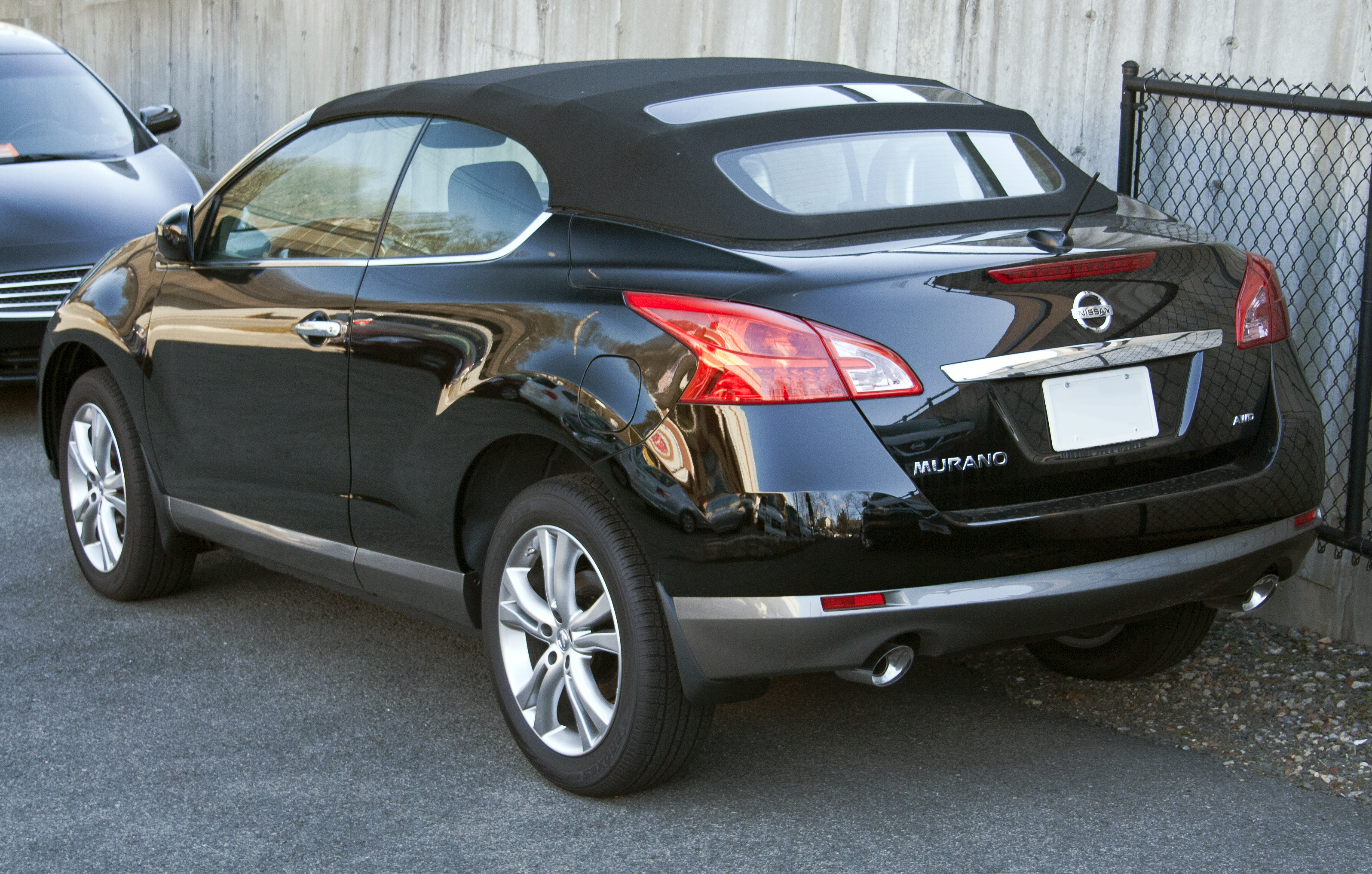
Murano CrossCabriolet